# مناورات حرب العنقاء
مناورات حرب العنقاء أو (بالإنجليزية: Phoenix War Maneuvers)‏ هي مناورات عسكرية مشتركة تقام بين كل من الولايات المتحدة الأمريكية والنرويج بمشاركة أكثر من 14 ألف عسكري ينتمون إلى 15 دولة أوروبية ينفذون من 60 إلى 80 عملية عسكرية على مدى أسبوعين بما في ذلك العمل الإنساني ومراقبة طرقات وإزالة الغام وترحيل مدنيين في وقت قياسي وبأقل أضرار ممكنة في مناطق نزاعات.